# Guilty Pleasures 3
『Guilty Pleasures 3』（ギルティ・プレジャース・スリー）は、スコット・マーフィーのアルバムである。

## 概要
元アリスターのスコット・マーフィーによるカバー・アルバム。『Guilty Pleasures II』の続編。

## 収録曲
1. どんなときも。
  - 原曲は槇原敬之の「どんなときも。」。
2. となりのトトロ
  - 原曲は「となりのトトロ」。
3. First Love
  - 原曲は宇多田ヒカルの「First Love」。
4. LOVEマシーン
  - 原曲はモーニング娘。の「LOVEマシーン」。元モーニング娘。の中澤裕子、安倍なつみ、保田圭がコーラスとして参加している。
5. 歌舞伎町の女王
  - 原曲は椎名林檎の「歌舞伎町の女王」。英訳された英語バージョン。
6. 愛唄
  - 原曲はGReeeeNの「愛唄」。
7. WOW WAR TONIGHT　～時には起こせよムーヴメント～
  - 原曲はH Jungle with tの「WOW WAR TONIGHT 〜時には起こせよムーヴメント」。
8. Grandfather's Clock
  - 原曲は「大きな古時計」。英語バージョン。
9. Falling Apart
  - ボーナストラック。このアルバム唯一のスコット・マーフィーによるオリジナルソング。